# Hearst
Hearst is een kleine plaats in de Canadese provincie Ontario met (2006) ongeveer 5600 inwoners. Opmerkelijk is dat Hearst een Franstalige plaats is: minder dan 15% van de inwoners noemt Engels hun moedertaal, hoewel velen daarnaast ook Engels spreken. Hearst wordt dan ook wel naast elandhoofdstad van Canada, "Le Petit Québec de l'Ontario" genoemd. 
Hearst is gelegen in de James Bay Frontier en een centrum voor de houtwinning. In en rond Hearst zijn onder andere de Tembec houtzagerij en het La Maison Verte kassencomplex waar elk jaar miljoenen sparren worden gezaaid en gegroeid totdat ze kunnen worden gebruikt voor herbebossing in de omgeving.
Door Hearst loopt rijksweg 11 die de oostelijke provincies verbindt met de Great Plains en de westelijke provincies. Vanuit Hearst vertrekt een Greyhound bus naar Timmins vanwaar aansluitende bussen vertrekken.
In Hearst is het noordelijke eindstation van de Algoma Central Railway die begint in Sault Ste. Marie. De spoorlijn wordt gebruikt voor de aanvoer van hout, vervoer van vissers en jagers en toeristen.
Hearst heeft (2002) vijf motels en twee Bed & Breakfasts.

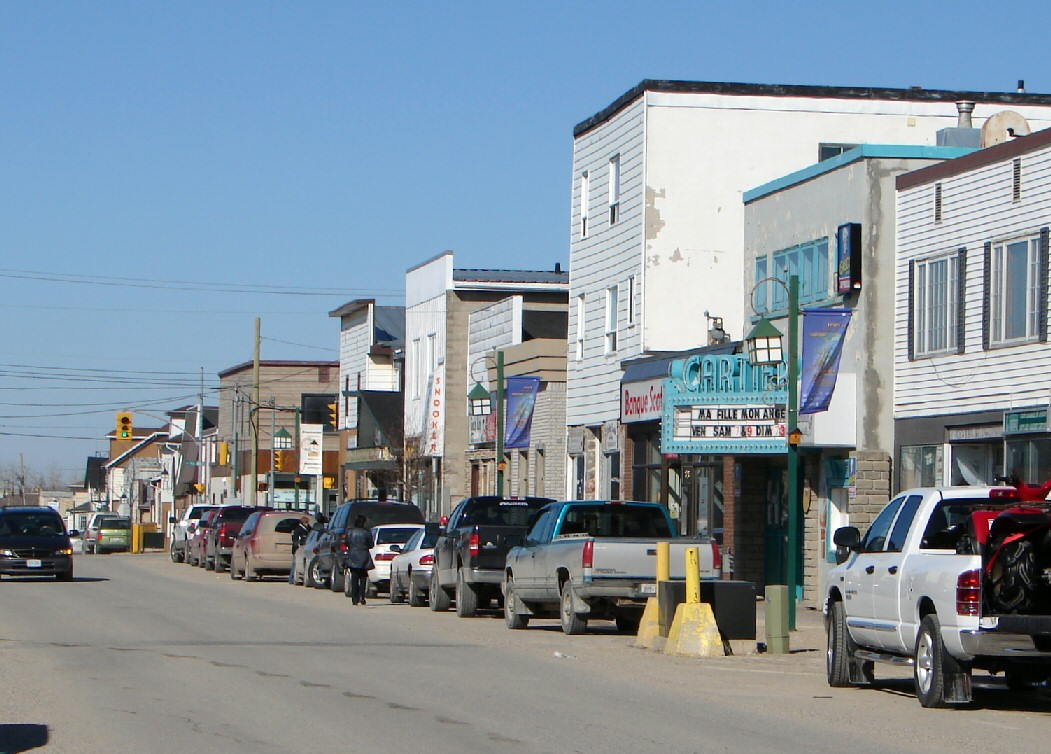
Centrum